# والتورتا
والتورتا (به ایتالیایی: Valtorta) یک کومونه در ایتالیا است که در استان برگامو واقع شده‌است.

## خصوصیات
والتورتا ۳۰٫۵ کیلومترمربع مساحت و ۳۳۱ نفر جمعیت دارد و ۹۳۵ متر بالاتر از سطح دریا واقع شده‌است.